# District de Nho Quan
Nho Quan est un district de la province de Ninh Binh dans la région du delta du fleuve Rouge au Viet Nam .

## Géographie
Le district de Nho Quan a une superficie de 452 km2. 
La capitale du district se trouve à Nho Quan.